# 化野
化野（あだしの、仇野、徒野とも）は、京都の嵯峨野の奥にある小倉山の麓の野。京都市右京区嵯峨鳥居本化野町にその地名が残っているが、古くは山城国葛野（かどの）郡嵯峨といい、かつては風葬の地、近世は鳥辺山とともに火葬場として知られた。「西の化野」、「東の鳥辺野」、「北の蓮台野」を京の三大葬地という。
化野の名は「無常の野」の意で、人の世のはかなさの象徴としても用いられた。その霊を弔う寺として、化野念仏寺があり、境内には約8,000の無縁仏を祀る石仏がある。
転じて、火葬場、墓場の意味とも解釈される。